# La Zarra
Fatima-Zahra Hafdi (født 25. august 1988), professionelt kendt som La Zarra, er en canadisk sangerinde og sangskriver baseret i Frankrig. Hun skal repræsentere Frankrig i Eurovision Song Contest 2023 i Liverpool, Storbritannien med sangen "Évidemment".